# Gros (Sant Sebastià)

Localització de Gros

Gros és un barri de Sant Sebastià (Guipúscoa) a la part oriental de la localitat i està delimitat al nord pel mar Cantàbric, al sud pel barri d'Egia, a l'est per la muntanya Ulia i a l'oest pel riu Urumea.
El seu origen es remunta al segle xix quan es van iniciar les intervencions en els extensos arenals del marge dret del riu Urumea amb el Pla Gogorza i amb l'eixample Tomás Gros en 1894 (per al nom del barri s'adoptarà finalment el d'aquest arquitecte). Finalment, la Societat Immobiliària del Kursaal va rematar el barri guanyant terrenys al mar. Amb el temps va anar transformant-se, passant de ser un barri fonamentalment industrial a un de serveis i és una de les zones més valorades de Sant Sebastià.
L'activitat comercial és molt dinàmica i, en els últims anys, Gros s'ha convertit en una zona de copes i en una ruta obligada per als amants dels bons pintxos. A Gros també hi ha la platja de Zurriola, la més jove de les tres platges Donostiarres, concorreguda d'amants i professionals del surf i el Palau de Congressos i Auditori Kursaal.